# جون ليدل
جون ليدل (بالإنجليزية: John Liddell)‏ هو لاعب كرة قدم بريطاني في مركز الهجوم، ولد في 13 ديسمبر 1933 في إستيرلينغ في المملكة المتحدة، وتوفي في 16 مارس 1999 في Grangemouth ‏ في المملكة المتحدة. لعب مع أولدهام أثلتيك وسانت جونستون ونادي ووستر سيتي.